# 47086 Shinseiko
47086 Shinseiko este un asteroid din centura principală de asteroizi.

## Descriere
47086 Shinseiko este un asteroid din centura principală de asteroizi. A fost descoperit pe 10 ianuarie 1999 la Hadano de Atsuo Asami. El prezintă o orbită caracterizată de o semiaxă mare de 2,80 ua, o excentricitate de 0,20 și o înclinație de 14,5° în raport cu ecliptica.